# Reinfried Herbst
Reinfried Herbst född 11 oktober 1978 i Salzburg är en österrikisk före detta alpin skidåkare.
Herbsts främsta mästerskapsresultat är en silvermedalj i OS i Turin 2006. Säsongen 2009/2010 vann Herbst slalomcupen. Han avslutade sin karriär i mars 2016.

## Världscupsegrar
| Datum             | Plats                  | Disciplin |
| ----------------- | ---------------------- | --------- |
| 11 mars, 2006     | Shiga Kōgen            | Slalom    |
| 9 februari, 2008  | Garmisch-Partenkirchen | Slalom    |
| 15 mars, 2008     | Bormio                 | Slalom    |
| 11 januari, 2009  | Adelboden              | Slalom    |
| 27 januari, 2009  | Schladming             | Slalom    |
| 15 november, 2009 | Levi                   | Slalom    |
| 21 december, 2009 | Alta Badia             | Slalom    |
| 26 januari, 2010  | Schladming             | Slalom    |
| 31 januari, 2010  | Kranjska Gora          | Slalom    |